# Ventenata subenervis
Ventenata subenervis là một loài thực vật có hoa trong họ Hòa thảo. Loài này được Boiss. & Balansa miêu tả khoa học đầu tiên năm 1857.